# キメラ＝アント
キメラ＝アントは、冨樫義博の漫画『HUNTER×HUNTER』に登場する架空の蟻。
声は日本テレビ系放映版。

## 概要
作中世界において、摂食交配という特殊な生態を持つ蟻で、他の生物を捕食することでその特徴を次世代に反映させる事が出来るという特徴を持った種族。気に入った餌を見つけると、その種が絶滅するまで食べ続ける事もあるため、限定的に第一級隔離指定種に認定されている。「美食の蟻（グルメアント）」と呼ばれる事もある。おそらく暗黒大陸を起源とする外来種。通常のキメラ＝アントはアリより少し大きい大きさだが、人間ほどの大きさの女王が誕生してしまい、人間の子供（兄クルトと妹レイナ）を捕食した事で味を覚え、栄養の高い人間を襲うようになる。
キメラ＝アントの軍団は『王』を頂点に、直属護衛軍、師団長、兵隊長、戦闘兵、雑務兵の階級で構成される。しかし、女王から人間の特性や喰われた者の前世の記憶を受け継いでいるため、護衛軍と師団長以下の繋がりは打算的で統率性に欠ける。同種でありながら、個体ごとの造りは内臓レベルでまるで異なる。
階級によりスペックに差があり、上位の蟻ほど強い。直属護衛軍は生まれた時から念能力が発現していた。師団長、兵隊長は流暢な言葉を話し、念も見え発現できる者もいる。戦闘兵や雑務兵でも念を感じたり喋れる者はいる。頑丈な外骨格と、胴体を切断されても頭を潰されなければ1日は生きる生命力をもつ。
身体的には人間のはるか上を行く。生物の特性に人間並の知能があり、ただでさえ強力な身体をさらにオーラで補強している。外骨格により銃が通用せず、凡ハンターでも逆に捕食されるだけである。一ツ星ハンターレベルでもフィジカル面では勝てない（モラウは「知恵と経験で勝つ」とした）。ネテロ会長ならば、（仲間の支援のもとで）師団長クラスを準備運動で楽々何匹も倒せる。それでも王と直属護衛軍の4匹は別次元の強さを誇り、「自分より強いかも（ネテロ）」「護衛軍一人に瞬殺される（コルト）」と言わせるほどの力を持つ。オーラ量だけなら、中堅プロハンター2万、モラウ7万に対して、ユピーが推定70万以上。
生物学的に変則的な雌雄同体であり、各自の容姿が捕食した生物に左右されるため、外見が男女どちらかであったとしても明確な性別は不明。生殖は女王と王だけが行うが、下級個体にも生殖能力はあり、王が不在になると自ら異種族の雌（異性）との間に子供を作ろうとする。
危険生物評価リストでの総合判定は「B」。

### 作中での行動
現れた巨大な女王蟻が人間を食べ始め、凶暴な蟻を生み出し未曾有の生物災害を引き起こした。キメラ＝アント内で『女王』と『王』の二派に分かれ、ゴンは王派と戦う。女王派はゴン達と人間を襲わない事を誓い穏健派となっている。終戦後はハンター協会の政治的思惑により、「新種の魔獣」として人類との共生が認められる。
また、シャウアプフの遺産である兵隊蟻5000人をパリストンが秘密裏に回収している。

## キメラ＝アント一覧
亜人種タイプになる以前は、名前が不要な種族であったが、人間の性質が混じったことで個体名を名乗るようになった。何人かの蟻は作中で改名しており、名前が変わっている。また転生前の人間時代の名を名乗るケースもある。

### 『王』
女王
声 - 池田昌子
キメラ＝アントの女王。理由は不明だが、人間並の身体と知性を持つ。摂食交配と産卵の機能を備えた女王蟻。
何らかの理由で左前足と左触覚の一部を失い、重傷を負った状態のまま単独でバルサ諸島海域を漂流し、NGLに近い海岸沿いに辿り着く。その時に食べた人間を極上の餌と見なし、キメラ＝アントの本能に従い人間の捕食を開始。無数の兵隊蟻を産み出し、NGLにコミュニティを形成する。
次世代の蟻と違い人語の発音機能が無いため、テレパシーで兵隊との会話や収集を行う。他のキメラ＝アントと違い、あくまでキメラ＝アントの本能に従い捕食していた。種族の性質として働きアリは実子ではないが、実子にあたる王の誕生を自身の使命とし、また何よりの楽しみとしていた。
一定の師団長、兵隊長、戦闘兵、雑務兵を出産後、自らの集大成である次世代の『王』を生むため巣の奥へと籠り、良質の餌として人間の肉団子を一日につき50匹分、後になると250匹分を食べながら王直属護衛軍を生み出し、最後に王を受胎する。
人間並みの体格と知性は持っているが人間の特性そのものを受け継いでいる訳ではないため、人間の特性を受け継いで個を重んじ自己主張をし、名前を持つことを欲した部下たちの性質を不思議がっている。しかし全く理解が無い訳でもなく、自らもそれに興じて王直属護衛軍の3匹にそれぞれ「ネフェルピトー」「シャウアプフ」「モントゥトゥユピー」の名前を授けた他、自身が直接伝える事はできなかったものの、実子であるメルエムの名前も前もって考えていた。
胎内で物心ついたメルエムに内側から腹を破られて出産させられ、瀕死の重傷を負う。メルエムが巣立った後、降伏した女王派の蟻達や人間の医師らの治療を受けるが、死亡した。遺言として、子に「メルエム」という名前を託した。
メルエムは生まれて間もなくは「女」と呼んで蔑ろにしていたが、様々な経験を経て精神的に成長した後には自身の名を「母より賜った」と語るほどの敬意を表すようになる。
メルエム / 王
声 - 内山昂輝
キメラ＝アントの王。女王は『全てを照らす光』という意味を込めて「メルエム」という名前を付けた。しかし出産の際、女王の胎内から腹を突き破って誕生。重傷を負った彼女をそのまま放置し出奔した。その為、母から付けられた自身の名についてはネテロ戦まで知る事は無かった。
先端に針がついた尻尾がある。小柄な体格で一人称は「余」。
自らが種の全てを託された王であるという自覚と自負を持ち、非常に誇り高い。最終目的は地球の生物を「統一」し、キメラ＝アントを更なる次元へと進化させること。
放出系能力者。生まれながらに念能力を会得しており、戦闘の際は尻尾も武器として用いる。
NGLで誕生した後、レアモノ（念能力者）を捕食するため、直属護衛軍と巣から旅立ち、東ゴルトー共和国に進出。総帥を殺害し国を乗っ取る。500万人の国民に暴力を用いた「選別」計画を実行し、念能力者の軍隊を作ろうとする。当初は暴君として振舞い、人間を家畜としか考えておらず、暴力による恐怖で支配する恐るべき王として君臨していた。
極めて明晰な頭脳の持ち主でもあり、「選別」が始まるまでの暇つぶしとして囲碁や将棋など盤上競技の名人達を圧倒するが、東ゴルトー発祥の盤上競技「軍儀」の王者である少女コムギとの対戦で自身初の敗北を経験する。その後も連戦連敗を喫するが、徐々に軍儀の攻防の奥深さに魅せられ没頭していく。同時に軍儀を通してコムギと惹かれ合い、彼女の存在によって人間の中にも少数ながら価値を認める存在がいると認識し、己の力を抑圧のためでなく、不平等な社会を破壊し弱者を庇護して、理不尽な格差の無い世界を創設するために使うと決意するに至る。
ネテロが討伐に現れた時も、その決意から戦闘を頑なに拒否したが、王の名前を教えることを条件に勝負を持ちかけられた際、「ネテロを殺さずに負けを認めさせる」と言う条件で勝負を受けた。相手の老練な武力と念能力を、メルエムは自らの剛腕と軍儀で磨いた思考力によって攻略、さらに奥の手「零乃掌」（全オーラ砲撃）にすら耐え勝利し、自らの名前を知る。だがネテロが「貧者の薔薇」にて自爆したことで至近距離にて熱風と爆風の直撃を受ける。手足は吹き飛び全身が黒焦げとなり、瀕死のところをシャウアプフとモントゥトゥユピーに救助される。
プフとユピーが自分達の体細胞とオーラをメルエムに食べさせた事で、表皮や失った手足を再生し、両者の念能力も使用できるようになって復活した。その上、プフ達の「念能力者同士の闘いはオーラの多寡のみでは決まらない」という経験則すら覆し、ナックルの戦意を喪失させ、「（討伐するには）国家レベルの武力がいる」と撤退を即決させる程の絶対的オーラと圧倒的な戦闘力を獲得する。
しかし、その身は既に貧者の薔薇の「毒」に侵されており、メルエムの強靭な肉体を以ってしても死は避けられない状態にあった。復活後は記憶の一部を失っており、コムギの存在も忘れていた。彼女の存在を隠し通そうとするシャウアプフの感情を読み取り、その秘密をかけて残党狩りの勝負をする事になる。その時に遭遇したウェルフィンが発した「コムギ」の一言により全ての記憶を取り戻す。
また自身の身体の異変に気づくと死を悟り、最後の時間をコムギと過ごす事を決意する。パームに懇願して居場所を聞き出し、コムギと再会を果たす。再会後も二人で軍儀に興じながら彼女に自らが余命幾許も無い身体である事と、そんな自分と長く行動を共にすれば彼女にも命に危険が及ぶ事実を打ち明ける。だがコムギはそれを理解した上で尚メルエムと運命を共にする事を望む。互いに心を通わせた二人は、この世に生まれてきた喜びと幸福を噛みしめる。そして死の直前まで軍儀を指し合い、コムギに感謝の言葉を述べた後、彼女の腕に抱かれながら眠る様に生を終えた。
オーラを食う能力（仮称）
レアモノ（念能力者）のオーラを身体ごとを食べ、自分のオーラとして蓄える能力。食った相手の念能力も使用できるようになり、その能力をさらに昇華できる。ネテロの「貧者の薔薇」により瀕死の重傷を負った際にも、プフとユピーのオーラを食すことで急激な回復と、更なる強さを身につけている。
光子のオーラ
シャウアプフの細胞を取り込んだことで『麟粉乃愛泉』の性能を受け継いで進化させている。円は閃光として展開され、東ゴルトー共和国宮殿の敷地全てを覆うほどの範囲を誇る。円としてオーラに直接触れたもの全てを認識する効果は当然のこと、オーラは光子となってその場に残留・付着し、『麟粉乃愛泉』のように相手の心中も読心に近いレベルで知ることができる。
モントゥトゥユピーの能力
モントゥトゥユピーの細胞を取り込んだことで得た能力。背に翼を生やして滞空できるようになる。さらにオーラの砲撃も使えるようになり、一撃で谷を破壊する。

### 王直属護衛軍
女王によって直接名づけられた「王直属の三戦士」。ネテロより強いと評価されたり、モラウの10倍以上のオーラであったりと戦闘能力が極めて高く、王への忠誠心が強い。忠誠心はあくまで王に向けられるものであり、女王がメルエムに瀕死の重傷を負わされた時は全く動かなかった。
3匹とも異なる生物の特徴を有しているため、「前世」があったが、生前の記憶は無い。
ネフェルピトー
声 - 藤村歩
猫型の蟻。通称・ピトー。特質系能力者。
護衛軍の中で最初に生まれた。一人称は「ボク」。口癖は「〜〜ニャ」。プロハンターですらたじろぐ不気味なオーラを生まれた時から発しており、残酷さから部下たちから恐れられていた。カイトを軽々と倒し、ゴンとキルアをオーラだけで圧倒した。ネテロにさえ「わしより強くね？」と言わせる実力を持つ。戦いを好み、自分が楽しいと夢中になってしまって周りが見えなくなる癖がある。身体能力も非常に高く、2km先から脚力による跳躍で目的地に辿り着ける。
また、対象の脳を針で刺激することで情報を引き出す能力を持っており、これによってポックルから念能力についての情報を聞き出した。
王と東ゴルトーに進出後、総帥マサドルディーゴとその軍隊を操り指揮をとるほか、最大2kmにも及ぶ不定形の「円」（アニメ版では赤色のオーラ）を張り城の警備も担当している。また、念能力で操る軍隊を使って強引に約5000人の念能力者を作りだした。
王宮でゴンと対峙した時は、危篤状態のコムギを治療するため、カイトを元に戻す約束をしゴンに対し降伏する。コムギの治療が終わった後、彼女をゴンの仲間に人質という形で保護された上でカイトの元へ向かうが、プフの策略によりコムギをプフ達が奪還したと思い込んだため、「最後は正直でありたい」という思いからカイトが既に死んでいることをゴンに告げて謝罪する。ゴンに対して「王にとって脅威になるかもしれない」と感じていたため、彼を殺害しようとするも変貌したゴンに圧倒され、頭を砕かれて絶命する。死体のままでなおもテレプシコーラによって動き出し、ゴンの右腕を切断するものの、最期はゴンの巨大なオーラのジャジャン拳をくらい活動を停止する。
念人形を創り出す能力（仮称）
それぞれ異なる能力を持った念人形を創り出すことができる。
玩具修理者（ドクターブライス）
尾の先端に、外科医姿の念人形を具現化させる。この人形を使い、対象者の肉体を修復・改造することができる。
特質系の念能力であり、さらに全てのオーラを集中しなければ発動できない。能力発動中のピトーは絶の無防備状態になり、円で監視を務めることもできなくなるため、ピトー自身も「すごく燃費が悪い」と話している。
死人は腐敗しないように作り直すだけで生き返らせることはできない。パームの脳をロボトミー的に改造した。
この念人形は発動させた場所から移動させることができず、またピトーの尾と直接繋がっているため、ピトーは念人形から20メートル以上離れることができない。この弱点を利用し、敵からの攻撃で遠くに飛ばされそうになった時に念人形を発動し、それ以上飛ばされることを防いだ。
死体を操る能力（仮称）
傀儡師姿の念人形を死体にとり憑け操作する。大量の兵士を遠隔操作できる。自動操作（オート）型。2段階あり、1段階では傀儡師がなく、2段階になると傀儡師が具現化して強力に操作する。
討伐隊はこの能力を見てピトーを操作系能力者と誤解している。
黒子舞想（テレプシコーラ）
ネフェルピトーが全力で闘う時に発現させる念能力。バレリーナを模した念人形を背後に出現させ自分を強制的に操り、戦闘能力を向上させる。
能力発動から攻撃までに要する時間は0.1秒。死してなお、王を護ろうとしたピトーの心が念を強めたことによってピトーの死体を操った。

シャウアプフ
声 - 羽多野渉
蝶型の蟻。通称・プフ。操作系能力者。
バイオリンが趣味。一人称は「私」。口癖は「それだけのこと」。普段は敬語で話すが、あまりに高揚すると子供染みた口調になる。
王への忠誠心が極めて高いが、それは蟻の王としての理想像に捧げられており、理想を実現するため暗躍する。女王の後継者を自認し、蟻種の本能に忠実でブレない。王に気高さを求めているため、庶民のコムギと親しくすることをよく思っていない。護衛軍の中では参謀の役割を担い、また能力を用いて蟻の造兵と念能力授与を行っている。
「円」(アニメ版では青色のオーラ)の範囲は狭く玉座の間を覆う程度だが、彼のオーラ自体は極めて禍々しく、ノヴは「円」に触れるまでもなく見ただけで戦意喪失した。
討伐作戦ではモラウに隔離されるが、脱出に成功する。薔薇爆弾によって瀕死になったメルエムに、体細胞を捧げて復活させる。その後、王が記憶を失っている間に王に影響を与えるコムギの殺害を図り、裏工作を始める。しかし、ピトーやユピーの死亡などの予想外の事態が重なり、失敗に終わる。裏工作は不問にされたものの自分の能力によって王のコムギへの想いを知ったこと、さらに王が自身の理想である独裁者とはかけ離れた性格へと変化したことから深く絶望する。最後は集められた群衆の中で涙を流し絶望の表情を浮かべながら薔薇の毒によって死亡した。
繭（仮称）
他者を繭で包み変態させる。人間を蟻に変質させたり、蟻に新たに念能力を習得させたりできる。
記憶を残す者ほど繭からの再生が早い。ヂートゥなどの師団長に能力を与え、パームを改造し、新たに5000人のキメラアントを作り出した。
催眠作用のある鱗粉（仮称）
羽から催眠作用のある鱗粉を撒き散らす。鱗粉を吸った者は全身の力が抜け、外部からの洗脳を受けやすい状態になる。鱗粉を撒く時は分身を使えない。
麟粉乃愛泉（スピリチュアルメッセージ）
相手の周囲を鱗粉で覆い、オーラの流れを鮮明にすることで相手の精神状態を知ることができる。オーラの流れに現れる30種の大きな感情パターンの混成具合を分析し、相手の思考を推測する。
蠅の王（ベルゼブブ）
自分の体を分裂させて、分身体を創り出す。司令塔となる本体だけは、最小でもハチ程度のサイズである必要がある。
分裂できる数と大きさは反比例し、最小でナノサイズまで小さくなれる。攻撃されても分裂と融合を繰り返すのでダメージを受けない。分身が知覚したものを本体は遠隔で知覚できる。完全体と、外見だけの分身体では、見た目が同じでも戦闘力に格段の差がある。

モントゥトゥユピー
声 - 立木文彦
唯一人間ではなく魔獣との混生型（前世は無く、生まれたときから護衛軍モントゥトゥユピーであると認識する）。通称・ユピー。変化系能力者。
大柄の身体を持ち、荒々しい大雑把な性格。原作のカラーイラストでは体色は水色に描かれているが、アニメ版では赤系の体色となっている。5千を越える実戦を通してオーラを数値化し続けてきたナックルでも計ることのできない膨大なオーラを内包している（初期の仮見立てでも、モラウの10倍・推定70万以上。ガンガン消費した状態でもなお残量は40万7752オーラ以上あった）。肉体を戦いやすいように変形させることができる。
その性格から戦闘は無計画で力任せだったが、それでもシュートに重傷を負わせるほどの戦闘力を発揮する。しかし、ナックルとの戦闘で冷静な戦術とオーラをコントロールする術を知る。さらにキルアとの戦闘でオーラの奥深さを知り、戦闘そのものに楽しみを覚え、格下ながら自分を成長させた敵に対してわずかに敬意を抱き始めた。モラウに止めを刺す時、ナックルが彼の助命を求めてきたことで、ハコワレの解除を条件に見逃す。当初の目的とはかけ離れた決断に念能力の奥深さを知ったことによる心境の変化を感じていたが、しかし、王・メルエムに対してネテロが卑劣にも「貧者の薔薇」を放ったこと、及び爆心地の惨状を見たことで考えを改め、彼らを皆殺しにすることを決意した。
「貧者の薔薇」で瀕死のメルエムに力を与え、パワーダウンしたため、体がとても小さくなる。
その後、メルエム・プフとともに余興の残党狩りを始め、偶然地下から出てきたウェルフィンと出会う。そこで彼の卵男（ミサイルマン）の攻撃を受けたが、最終的には「貧者の薔薇」の毒によって死亡した。
形態変化（仮称）
膨大なオーラを活かして、短時間で肉体を作り変える。平時は背中に羽を生やしたり格納するために使用していた。学習性・成長性が極めて高く、わずか数分の戦いで肉体が別物に作り変わっている。
討伐隊との戦闘では、腕を六本の長い触手に変えたり体の各所に眼を作るなどして敵に対応し、応用で後述の爆発の能力を編み出し、最終的に半人半馬の姿に変貌した。
怒って爆発する能力（仮称）
精神に過大な負担（ストレス）を受ける事によって怒ると、肉体の体積と（顕在）オーラの総量が爆発的に増大する。肉体の部位には「ムンクの叫び顔」のごとき変形が現れる。1万以上のオーラを消費する大技。爆発には、大きな快感が伴い、直後に体積が急激に減少し強い喪失感・虚脱感に襲われる。

### 師団長
キメラ=アントの上級兵。全員が人間並みの知能と蟻特有の驚異的な身体能力を持つ。各々戦闘力は高いが、念能力の実力者クラスなら撃破可能である。
コルトとペギーの発言によれば総数は約30匹。それぞれが4～5匹の兵隊長を従えており、兵隊長がそれぞれ10～15匹の戦闘兵を従えている（劇中ではこれらの一団を「隊」と呼称していた）。
生まれついての念能力者ではないが、念のオーラを感知することはでき、外部からのオーラで精孔を開かせれば念能力が発現し、短期間のうちに使いこなすことができる。
コルト
声 - 野島裕史（コルト） / 安済知佳（クルト）
師団長。ラモット経由で念を会得する。固有能力は見せておらず不明。
コンドル型の蟻。女王に忠実なキメラ＝アントであり、ペギーと共に初期蟻軍団のリーダー格。メルエムが巣立った後、討伐隊に降伏する。
生前の名は「クルト」。人間だった頃は、最初に女王に喰われた兄妹の兄のクルトで、その頃の記憶がかすかに残っていたため、妹のレイナを守れなかったという後悔に無意識に動いている。死んだ女王の胎内に残っていた、メルエムの双子を護ることを誓い、女王の最期を看取ったモラウ達とも「人間を襲わない」という約束を交わした。メルエムの双子の妹をレイナと名付けて育てている。
念能力は習得している事が分かっているが具体的な能力は披露しておらず不明。
アニメ版（第2作）ではキャラクターの役割が統合され、女王に対して最初に言葉を解した蟻であり、その経緯により女王から師団長に任命されている。また、母親のいる集落をコルトが襲っている。
ヂートゥ
声 - 高城元気
師団長。具現化系能力者。後にプフから新たな能力を授かる。
チーター型の蟻。大雑把な性格で人間狩りを好む。また、ゼノの話を聞こうとせず、新たに発現した能力を自慢するような自分勝手な一面も持っている。脚力・瞬発力に優れ、目前に迫った銃弾を座った状態から回避するほど速い動きができる。自称「スピードキング」。
女王の死と共に自らが王となるべく単独行動するが、NGLの国境付近でモラウとナックルの待ち伏せを受け、ポットクリンを付けられる。その後、レオルと提携してヒナの除念でポットクリンを外して貰い、さらに王への忠誠と引き換えにプフの繭で新たな能力を会得した。
ペイジンで再びモラウと交戦し、ナックルの天上不知唯我独損（ハコワレ）からヒントを得た念空間の能力（後述）でモラウを閉じ込め、自慢の脚を生かした鬼ごっこの勝負を仕掛けるも、己の精神的な未熟さと能力設定の杜撰さのために突破され敗北、逃走した。
討伐隊の宮殿突入直後、彼だけはイカルゴの操作するフラッタの挙動に不信感を抱かなかった。その後、リベンジ相手のモラウとナックルを探すべく高所に登ったところで偶然ゼノを見つけ、更なる新能力「紋露戦苦」（モンローウォーク）を試すべく戦いを挑もうとするも、シルバからの不意打ちを喰らい、能力を使うことなく殺されてしまった。
サバンナの念空間（仮称）
対象者と自分を野球場程度の広さを持ったサバンナの念空間に閉じ込める能力。発動条件は対象者に触れること。
外へ出るには空間中央に設置された砂時計が計る8時間以内にヂートゥに触れなければならない。ヂートゥも発動中は攻撃ができない。一度でも解除されるとヂートゥはこの念能力を失ってしまう。
王宮周辺でモラウに対し発動したが、煙で作り出されたモラウの偽物に気を取られている間にタッチ（解除）されてしまう。
長い制限時間の能力に関わらず、ヂートゥは集中力に欠ける性格のため相性が悪かった。モラウもこの能力は「脚力の戦い」ではなく、「心の削り合い」だとしている。
ボウガンとクロウを具現化する能力（仮称）
具現化系の念能力。
右腕にボウガンとクロウを創り出す。サバンナの念空間においてモラウに触れずに攻撃するために、即興で作った。ボウガンはヂートゥの移動スピードよりも遅く、モラウにも指摘されていた。クロウについても、接近戦用の武器であるため相手に触れられると解除される「鬼ごっこ」の能力との相性が悪い。
紋露戦苦（モンローウォーク）
それまでの能力に加え新たにプフから授けられた能力。ヂートゥ曰く、かなり凄い能力であった様子だが、発動する前にシルバに殺されてしまったため、どのような能力であったのかは不明。

ペギー
声 - 二又一成
師団長。念能力は見せておらず不明。
ペンギン型の蟻。常に分厚い本を抱えている。戦闘力は不明だが、学習意欲旺盛で知識が豊富であるため、キメラ＝アント軍の参謀として大いに活躍した。メルエムの命令を無視して女王を気遣ったため、メルエムに殺され捕食された。前世はメレオロンの里親であり、NGLに敬虔な人物だったと、後に記憶を取り戻したメレオロンによって言及されている。
ザザン
声 - 仲尾あづさ
師団長。操作系能力者。
サソリ型の蟻（雌型）。サソリの長い尾を持ち、攻撃に用いたり、他者に注射してキメラ＝アントに改造できる（後述）。女王の死後、流星街に居城を置き女王を自称、世界の支配を目論むが、討伐にやってきた幻影旅団のフェイタンと戦い、念弾で大ダメージを与え、更に左腕を折る等フェイタンを追い詰めるが、逆にそれが引き金となり発動したフェイタンの念能力で生み出された灼熱の玉によって喉を焼かれた上消し炭にされ死亡する。
審美的転生注射（クィーンショット）
操作系の念能力。
尻尾の針で注射した相手を異形の姿（キメラ＝アント）に変え、自分の部下にできる。女王のような時間のかかる捕食・産卵形態では無いため、短時間で増兵することができる。対象に生命力がなければ異形化の途中で死ぬ。ザザンが死ねば支配から解放されるが、姿は元に戻らない。
変身
能力の要である尾を自ら引きちぎることで、巨大なトカゲのような姿に変身する。

ハギャ / レオル
声 - 斉藤次郎
師団長。特質系能力者。
ライオン型の蟻。尊大で「百獣の王」を自称し、趣味で人間狩りを楽しむ残忍な性格だが、現実主義的な面もあり強者に対しては狡猾に立ち回る。カイト達3人をターゲットに狩りを行おうとするも、力量の差を察して退却した。
女王の死を機に自ら王となるべく旅立ったが、ハンターの襲撃に遭いメルエムの下に就き、そこで彼に恩を売ることで実質的な支配権を得ようと画策していた。また、その過程で名前を「レオル」と改名し、プフに念の手ほどきを受けている。フラッタ、ヒナと共に行動し、また配下の兵隊蟻たちを「レオル陸軍」と呼んでいる。
東ゴルトーのペイジンに進入してきたモラウを地下教会へ追い立て、雨の日限定の能力「TUBE（イナムラ）」で大量の水を駆使して闘うが、彼の策にはまり溺死した。
謝債発行機（レンタルポッド）
恩を売った相手の発を一時的に借りることができる能力。具現化した発行機（形状はデジタルオーディオプレーヤーに似る）で対象能力の券を発行し、それを手に取り破くことで対象能力を発動できるようになる。
能力のレンタルは一回一時間。レンタル期間中、貸した相手はその念能力を使えない。
発行機はイヤホンを繋げることで実際に音楽を聴くこともできる。音楽を聴く事は念能力とは何も関係無いが、レオルはこれで再生時間がぴったり60分であるアルバムを再生することでレンタル時間60分を計っていた。なお周囲の者には探索能力のための道具と偽っている。
〈レンタル条件〉
1. 相手の特殊能力を実際に見るか能力名を知る。
2. 相手に恩を売り、貸しであることを相手に確認し、それに対して相手の同意を得る。

条件をクリアすると自動的に発行機にデータが記憶される。相手が死亡した場合データは削除される。
衛星蜻蛉（サテライトンボ）
フラッタの能力。
TUBE（イナムラ）
モラウの友人・グラチャンの能力。雨の日限定で大量の水を呼び寄せて操り、波などを起こすことができる。さらに具現化したサーフボードと銛を使って水上から攻撃する。
「渦波（トルネイヴ）」、「大波（ビッグウォール）」といった技がある。「渦波」はレオルが独自に編み出した応用技。

ビホーン
声 - 津久井教生
師団長。牛型の蟻。師団長の中でナンバーワンの怪力を持つ。王誕生後も女王派につき、討伐隊に降伏した。
ブロヴーダ
声 - 村上裕哉
師団長。放出系能力者。後にプフから新たな能力を授かる。
ロブスター型の蟻。通称「ブロウ」。王・メルエムの誕生後は他の蟻達と同様、自らが王となるべく巣を旅立ち、東ゴルトーでヂートゥやレオル・ウェルフィンらと共に、王のために動くことになる。レオルの要請でネフェルピトーに派遣され、ペイジンでモラウや彼の作った煙人形達と交戦した。
討伐隊の宮殿突入後、イカルゴが寄生したフラッタを疑い、彼を追って地下で戦うも催眠ガスで気絶、そこでイカルゴが止めを刺さなかったため運良く生き延びた。解放後はウェルフィンには同行せず、シドレ（レイナ）と共にNGLに帰郷した。生前の記憶は無いが、感覚からジャイロの部下ではなく普通のNGLの住民だったのだろうと推察している。レイナを送り届けたら人里を離れるつもりだったが、村の人間に受け入れられ、レイナに感謝の言葉を伝えられて涙を流した。
念弾攻撃（仮称）
放出系の念能力。
両手のハサミから念弾を撃ち出し攻撃する。フラッタの体ごとトラックを吹き飛ばす威力があるが、分厚い装甲板を破壊することは出来ない。

ウェルフィン
声 - 中村大樹
師団長。具現化系能力者。後にプフから新たな能力を授かる。
オオカミ型の蟻。王・メルエムの誕生後、自らが王となるべく巣を旅立ち、ブロヴーダ同様、東ゴルトーの宮殿を根城に王のために行動し、彼の場合は王国の裏のトップ「影の王」を目指している。猜疑心が強く、一度でも疑われると死ぬまで信頼されないと言われるほどの懐疑主義者。嗅覚が鋭く、メレオロンも彼を警戒していた。
部下の報告と残された痕跡から、数日前に宮殿に侵入した賊（ノヴ）の存在に気づき、国の重要人物・ビゼフ長官に恩を売るべく、彼に対して賊による宮殿爆破計画をでっち上げた。
討伐隊の突入後、謎の侵入者（能力を使用したメレオロン）の存在や、イカルゴの操作するフラッタの挙動を怪しみ、彼を追って宮殿地下のモニター室で交戦するも、イカルゴの捨て身の攻撃に圧倒され降伏する。
イカルゴとのやり取りで、人間だった頃の本名は「ザイカハル」で、NGLを立ち上げたジャイロの義理の兄弟・親友・部下であり、生前のイカルゴとも仲間同士であった事が判明する。
その後、イカルゴによって王との取引のための伝達役（メッセンジャー）を使命され、人間としての意識からこれを承諾する。この時の彼は前世の記憶の鮮明さとイカルゴに感化された影響からキメラ＝アントに対する敵意が強まっており、偶然地上で出会ったユピーが精神的に純粋な蟻であることを知り、彼を殺そうとするも、貧者の薔薇の毒がまわってユピーが先に死亡したため、結果として未遂に終わる。
これらのことから王による残党狩りに巻き込まれて命を狙われ、王の詰問による極限のストレスから一瞬にして別人のように老け込んでしまう。しかし、決死の思いで発した「コムギ」というキーワードが王の失った記憶や人間性を取り戻させたため、命を救われた。
その後、去り際のメルエムに「俺の王はジャイロ唯一人」「貴様等は敵だ」と罵り、全面的なキメラ＝アントからの離脱を宣言した。解放後は、ジャイロを探すためにビゼフやヒリンと流星街に旅立つ。
アニメ2作目では生前のザイカハル時代の描写が追加され、キメラ=アントに襲撃される中でジャイロのすぐそばにいる彼の姿が描かれている。
卵男（ミサイルマン）
背中に4門のミサイルランチャーを創った後、ウェルフィンが①対象者を定め、②質問・命令し、それに対して偽った者、逆らった者がいた場合にミサイルが発射され、攻撃を開始する。命中率100％。ミサイルそのものに殺傷力はないが、命中した箇所に植え付けられる念生物「黒百足（クロムカデ）」は対象者の反抗心を糧にして、激痛を与えながら成長し、最終的に体を突き破って殺す。対象者の指定は具体的に相手個人を識別している必要は無く、「そこの柱の陰にいる者」と言うような曖昧な指定でも発動可能だが、そのような曖昧な指定で対象者の指定を間違えた場合(柱の陰に誰かいると思って「柱の陰にいる者」と指定したが実際は誰もいなかった等)、ミサイルは発射されるものの対象者が見つからず誰に命中しないで終わる。
交渉・取引を前提とした能力であるため、問答無用で攻撃してくる敵に対しては必然的に後手に回ってしまう欠点を持つ。解除を想定せず作った能力だが、念の「黒百足」はウェルフィンの心に反応しており、弱気になると虫が苦しみだしやがて消える。

メレオロン（ジェイル）
声 - 飛田展男
師団長で、後にキメラ＝アント討伐隊。変化系能力者。
カメレオン型の蟻。喫煙の趣味がある。女王の死後巣を離れたタイミングで人間だった頃の記憶が戻り、蟻王に殺されたペギーが自身の里親であったことを思い出す。そこで王への復讐を果たす為ゴンに接触、意気投合した後に王討伐隊に参加する。戦闘力は極めて低い（蟻最下級の雑務兵クラス）。元となった人間の性質を強く残しており、ゴン曰く「すごく人間臭い」性格。後述の能力の性質も相まって、人間関係に関してはかなりの慎重派であり、実際に目で見て話して確かめない限りは信頼を置くことができない。
討伐作戦ではナックルを中心に各人とコンビを組んで数々の奇襲を成功させたが、出番の多さゆえにユピーに「透明能力者がいる」と見抜かれ、モラウとナックルを殺されずに見逃される代わりに敗北する。それでもナックルと共に作戦を継続していたが、メルエムの攻撃を受けて気絶し人質に取られる。メルエムの死に伴い、生還する。
改名した蟻の一人で、蟻の師団長の頃名乗っていたのが「ジェイル」で、後に人間の頃の名前「メレオロン」に改名した様子である。ただ、アニメ（第2作）ではオリジナルシーンで師団長の仲間から「メレオロン」と呼ばれており、「ジェイル」が人間の頃の本名で敢えて「メレオロン」の名で通しているかのような印象となっている。
透明能力（仮称）
ラモットの洗礼が行われる前から使うことができた、自分を視認できなくする。
感知されなくなるのは視覚だけで、音や足跡、円などでメレオロンを見つけることは可能である。実際メレオロン自身が愛煙家であるため、匂いに敏感な者ならタバコの臭いですぐ気づく。ゴンにもそのことは指摘されていたが、「『円』を使えば容易に発見できる程度の能力」と相手に思わせて本当の能力を隠すためのダミー能力だとして、その点は「正味問題ねー」としている。
神の不在証明（パーフェクトプラン）
呼吸を止めている間、自分の存在を気付かれない。気配や音、触った感触、匂い、円での感知など、メレオロンが発するあらゆるものが認識できない。ただしメレオロンの体から離れた血などは確認できる。
メレオロン曰く「複数でレストランに行っても自分だけ水を出してもらえないような奴の究極系」。
神の共犯者（かみのきょうはんしゃ）
メレオロンが手で触れている者にも「神の不在証明（パーフェクトプラン）」が連動する。共犯者の念にも作用し、コンボ技が可能となる。
共犯者の方は呼吸を止めている必要は無く、声を発する事もできるが、やはりその声は誰にも認識されない。

レイケイ、チオーナ、ガフツ、バイタル、ゴラン、ゼム、ポコロ
声 - 大西健晴（バイタル）
隊を率いる師団長の蟻たち。名前のみ、あるいはちょい役で、ネテロに倒され戦力を削られる。
ワニ型
声 - 元村哲也
師団長。念能力は見せておらず不明。
ワニ型の蟻。語尾に「ワな」とつける癖がある。女王の死後は「大食いキング」を目指して旅立った。
カメ型
声 - 坂熊孝彦
師団長。念能力は見せておらず不明。
老人の姿をしたカメ型の蟻。固い甲羅を持ち、首手足を引っ込めて車輪のように転がることができる。部隊を引き連れて狩りを行っていたところを銃を持ったジャイロ一派に返り討ちにされ逃亡、ペギーにそれを報告した。王の誕生後、彼の意にそぐわぬ行動を取ったため殺された。
カエル型
声 - 河相智哉
師団長、もしくはハギャ隊の兵隊長。念能力なし。
背の低く恰幅の良いカエル型の蟻。高い視力とジャンプ力を持つ。部下を率いてカイト・ゴン・キルアの3人を包囲、合意により一対一の勝負をさせたが、業を煮やしたカイトに大鎌「死神の舞踏曲」で首を刎ねられ、部隊共々全滅した。
タコ型
声 - 飛田展男
師団長。念能力は見せておらず不明。
白い髭を生やしたタコ型の蟻。王の誕生後は女王派について人間側に降伏。瀕死の重傷を負った女王に応急処置を施した。また、蟻の信号がわからない人間達に女王の言葉を通訳し、蟻側の詳しい事情を説明した。
コグマ型
声 - 斉藤次郎
師団長。念能力は見せておらず不明。
バンダナをかぶった小柄なシロクマ型の蟻。王の誕生後は女王派につき、人間側に降伏。そこで他の女王派の師団長や討伐隊の面々などと共に、女王の最期を看取った。生前の人間の記憶があるとのこと。
カマキリ型
師団長。念能力は見せておらず不明。
長髪・細目・痩せ型のトカゲかカマキリのような蟻。女王の死後は自身が王になるために旅立った。
アニメ版ではラモットの「授与式」にワンシーンのみの登場。

### 兵隊長
フラッタ
声 - 津久井教生
ハギャ（レオル）隊の師団長補佐。具現化系能力者。
トンボ型の蟻。空からの偵察を担当。ノヴに倒されて昏睡状態（レオルが謝債発行機で衛星蜻蛉を借りているため、この時点までは生存していた）になり、後に死亡した。遺体は「4次元マンション」に収容され、討伐隊に加わったイカルゴが寄生して使用した。宮殿突入の際にブロヴーダに偽物であることを見抜かれて攻撃され、イカルゴは脱出したがフラッタの遺体は四散した。
ジャンプ掲載時には「ムャンマ」とも呼ばれていたが単行本で修正され、呼び名は「フラッタ」で統一、「ムャンマ」は誤字扱いとなった。
衛星蜻蛉（サテライトンボ）
具現化系の念能力。
念で創った無数のトンボを操る。トンボの目は能力者の目とリンクしており、能力者はトンボの目を通してものを見ることが可能。トンボは同時に複数創り出して使役できる。
超複眼（スーパーアイ）
フラッタの複眼を利用して、多数の「衛星蜻蛉（サテライトンボ）」の視界を同時に得ることができる。これにより標的をあらゆる角度から観察し、広範囲の偵察をすることが可能。

ヒリン / ヒナ
声 - 片岡あづさ
ハギャ（レオル）隊の師団長補佐。除念師。
ウサギ型の蟻（雌型）。人間の少女に近い外見をしているが胴体にウサギのような黄色の濃い体毛があり、ウサギのような尻尾が生えている。城壁の残骸を軽々と持ち上げる怪力を持つ。明るく活発だが現金で強かな性格。東ゴルトーへ行った後、「ヒナ」と改名した。美容に気を使っている。
ヂートゥにかけられたナックルの念を外す。討伐隊の宮殿突入後はレオルを始めとする上官がいずれも音信不通になったことにより自分も女王を目指すことを決意。その後、財宝目当てでビゼフを救い出しシェルターに向かう。終戦後は、ウェルフィンやビゼフと共に流星街に旅立った。
除念能力
除念後、外した念能力の威力に比例してヒリン（ヒナ）の腹部が膨張する。対象者が死んだ場合、膨らんだ腹は元通りになる。

ゴミムシ
声 - 鈴木琢磨
ハギャ（レオル）隊所属、通称「レオル陸軍」の兵隊長。
ミイデラゴミムシ型の蟻。東ゴルトーの森林地帯でキルアを倒すべく、部下を率いて襲い掛かる。巨大なボール状の土塊を玉乗りの要領で操り、上から接近するものは尻から吹き出す高熱のガスで撃退する。キルアと交戦するが逃亡。
イカルゴ
声 - 堀内賢雄
ハギャ（レオル）隊の兵隊長で、後にキメラ＝アント討伐隊に加わる。強化系能力者。
イカに生まれたかったタコ型の蟻。東ゴルトーでは蚤蓑を着せた人間の宿主に寄生し、狙撃主を担当していた。狙撃の腕は高いが、自身はもっぱらサポートに徹し、殺害は部下に任せている。仲間想いで人情に厚い性格だが、精神的に殺しのハードルを越えられない欠点を抱える。
東ゴルトーでキルアと戦うが、自分の事を認めてくれた事に感激し、オロソ兄妹との戦いで重傷を負ったキルアを助けた。その後はキルアと意気投合して彼の仲間になり、キメラ＝アント討伐隊にも加勢している。宮殿突入当日、パームを救出するためにフラッタに寄生し地下倉庫に向かうが、フラッタの師団長であるハギャ（レオル）の改名を知らなかったためウェルフィンとブロヴーダに疑われる。ブロヴーダを侵入者対策の催眠ガスを利用して倒すも、とどめを刺せなかった。その後、ウェルフィンと交戦し、ミサイルマンを攻略して戦意喪失させ、勝利する。
生前のタコの記憶と人間の記憶を有しており、人間だった頃はNGLジャイロ一味の一員であり、ウェルフィンとは仲間であった（アニメ第二期では生前のイカルゴと思われる眉毛の太い男性が確認でき、カメ型の師団長を撃退するNGL軍の一隊を指揮したり、ザイカハルと共にジャイロの傍にいる姿が描かれている）。
空気銃（エアガン）
能力もしくは肉体的特性。8本の足のうち1本を銃の形に変形でき、頭部に空気を溜め、空気圧で弾丸を発射できる。空撃ちすれば空気噴射による移動も可能。
蚤弾（フリーダム）
空気銃で弾丸大の特製の蚤を込めて狙撃する。空気圧と蚤のジャンプ力の相乗効果で射程が伸び、かなり遠くからの狙撃が可能。攻撃を受けた相手は、蚤の口から出る血の凝固を妨げる唾液によって血が止まらなくなり、最悪の場合失血死する。イカルゴ本人の能力であるが、使用にはあらかじめ人間の死体に寄生して蚤蓑を着せ、その血を媒介に蚤を育てておく必要があるため、キルアに敗北して以降は使用していない。
死体と遊ぶな子供達（リビングデッドドールズ）
遺体に寄生し、その体を操作する。その遺体の持つ肉体的特性や念能力も使用できる。ただし、寄生していられるのは遺体が腐るまでの間で、損傷の激しい死体には寄生できない。
フラッタの遺体に寄生した際には衛星蜻蛉や超複眼を使用できた。

オロソ兄妹
声 - 相沢まさき（兄）、大本眞基子（妹）
ハギャ（レオル）隊の兵隊長。
半魚人のような蟻の兄妹。兄はダーツを得意とする。キルアを瀕死に追いやるも、饒舌から能力の詳細を見抜かれ返り討ちに遭う。生命力が強く、キルアに首を刎ねられても暫く生きていた。「自分たちは世界一強い信頼関係で結ばれている」と発言していたが、敗北した後お互いを罵倒しあっていた。
死亡遊戯（ダツDEダーツ）
敵の体を兄が念で創ったダーツゲームとリンクさせ、念魚（ダツ）で攻撃する能力。ゲームのルールはゼロワンの501。
ゲームを始めると、対象者の体にダーツの的の柄が浮かび上がり、的にダーツを当てると、対応した肉体の部位に念魚が出現し、突き刺さる。ゲーム中は、対象者の様子を視認することはできないが、頭に直接話しかけることができる。
妹が念で創ったバッジを敵の体に付着させることで発動し、ゲームが終わるまではオロソ兄妹にさえ解除することができない。
念魚は敵の体に触れるまで実在しないので、発動してしまうと回避も防御も不可能（ただし念魚が具現化されてから深く刺さるまでの間に受け止めることは可能）な無敵の能力だが、最後の一投をバースト（ミス）すると今まで敵に与えた分のダメージが全て兄妹二人にはね返る。
ラモット
声 - 浜添伸也
コルト隊の兵隊長。強化系能力者。
コルト隊に所属する、モズとウサギの合成型の蟻。キレやすく執念深い性格で、師団長のコルトとは仲が悪い。ゴン達の攻撃が洗礼となって念に目覚め、キメラ＝アントに念を与える媒介役となる。念を使える優越感から一時は自分が王になることを企てたが、初めて会ったネフェルピトーに絶対的な格の違いを覚え忠誠を誓う。
その後キルアと再戦しイルミの暗示で全力が出せないキルアを追いつめるが、自分で洗脳を解いたキルアに頭部をもぎ取られ、死亡した。
パイク
声 - 山中真尋
ザザン隊の兵隊長。正式に念能力を獲得する以前から念のオーラを視認できた。
ザザンに心酔するクモ型の蟻。頭部は中年男性の様な形態で、訛った喋り方をする。頭はあまり良くなく、捕らえた人間は反射的に捕食してしまう癖がある。
ポックルらの討伐隊を襲撃しバルダーを殺害。女王死亡後はザザンに従い移った先の流星街で幻影旅団のシズクと交戦。デメちゃんに血を吸い尽くされ死亡した。
愛の放射線（ラブシャワー）
粘着糸を広範囲に発射し、標的を捕らえる技。肛門にかなりの負担がかかる。発射直前に肛門が二度動く癖があるが、本人は気付いていない。
ホロウ
声 - 不明
メレオロン隊のキメラアント（階級は不明。兵隊長もしくは戦闘兵）。念能力の有無は不明だが、オーラの視認は可能。
フクロウ（ミミズク）型の蟻。メレオロンがゴンの実力を確かめる為にけしかけた。一人称は「小生」。「3329」と書かれた服を着ている。
フクロウの特性をそのまま受け継いでおり、羽音無く飛ぶことができ、聴力に優れる。
コウモリとコンビを組み、羽の弾丸による遠距離サポート攻撃を仕掛ける。さらに地上戦に対応した姿（ゴリラモード）に変形して近接戦闘を仕掛けるが、コンビーネーションの動きを逆手に取られ敗れる。人間に対する虐殺行為を楽しんでいたため、メレオロンからは見限られていた。
ゴリラモード
自身の肉体をゴリラのような姿に変形させる能力。白兵戦に優れるが飛行はできなくなる。
コウモリ
声 - 根谷美智子
メレオロン隊のキメラアント（階級は不明。兵隊長もしくは戦闘兵）。念能力の有無は不明だが、オーラの視認は可能。
コウモリ型の蟻（雌型）。メレオロンがゴンの実力を確かめる為にけしかけた。
コウモリの特性をそのまま受け継いでおり、超音波を発し、エコロケーションにより相手の位置や攻撃のタイミングを正確に把握できる。
ホロウとコンビを組んだ闇夜の空中殺法を得意とするが、コンビネーションの動きを逆手に取られ敗れる。人間に対する虐殺行為を楽しんでいたため、メレオロンからは見限られていた。
雑誌掲載時と単行本では全く容姿が異なり、前者はコウモリの怪物のような姿で、後者は両腕（翼）や耳にコウモリの要素を持つ女性の姿。
超不協輪怨（シークレットノイズ）
殺人的な超音波を放つ。
ユンジュ
声 - 村上裕哉
兵隊長。念能力なし。
ケンタウロスに似た姿をした馬型の蟻。人間を全裸の「奴隷犬」にし、飽きると躊躇無く殺す残忍な性格。蟻にとっては未知の武器であった銃器を扱う人間に興味を示し、独断で部下を率いてNGLジャイロ一派の麻薬工場を襲撃し、拠点とした。殺した人間達の死体はあまさず女王に差し出しており、蟻となったジャイロ・ウェルフィン・イカルゴは生前その被害者の一人であった。
キメラ＝アントを討伐しに来たカイトと交戦し、頭を破壊されて死亡する。
バロ
声 - 津久井教生
カエル型（もしくはハギャ）隊の兵隊長。念能力なし。くじの番号は6番。
アルマジロ型の蟻。体を回転させてのタックル攻撃を得意とし、尻尾を使って自由に軌道を変えられる。ゴンと一対一で戦うが、人間をいたぶることを快楽とする下劣な趣味を吐露した事でゴンの怒りを買い、倒された。
サイ型
声 - 永野広一
カエル型（もしくはハギャ）隊の兵隊長。念能力なし。くじの番号は3番。
二本角の生えたサイ型の蟻。硬質な皮膚で覆われている。死亡したバロをゴミ呼ばわりし、彼の10倍の強さを自称する。キルアと一対一で戦い、なす術もなく倒された。
小甲虫
声 - うえだゆうじ
ザザン隊の兵隊長。操作系能力者。
小柄なハエのような蟻（デザインがウルトラマンのそれに似る）。一人称は「ボキ」。同胞のペルをリモコンで操っていた。ペルの身体を使って幻影旅団のシャルナークを捕まえるも、奥の手である自動操作モードを使われ、倒された。
コアラ型
声 - 堀内賢雄
メレオロン隊の兵隊長。念能力は見せておらず不明。
スーツを着たコアラ型の蟻。「救えねェ」が口癖。口に含んだ水に圧力をかけ、高速で発射することができる。
王誕生後は隊を抜けて女王派として巣に残り、人間側に降伏。後にカイト（蟻）の仲間となった。
生前の記憶があり、人間だった頃は殺し屋をしていたと語っている。

### 戦闘兵
これより下は「下級兵」と呼ばれる。
ムカデ男
声 - 鈴木琢磨
ユンジュ隊の兵隊長。念能力なし。感覚で念のオーラを認識することはできる。
無数の腕を持つムカデ型の蟻。毒の牙をもつ。ゴンと交戦して腕の数を生かしたパンチ「千手拳」を仕掛けるも「ジャジャン拳　チー」で胴体を切断され、死んだ振りをして背後から襲いかかろうとしたところでカイトに頭を破壊され、死亡した。
蚊女
声 - 安済知佳
ユンジュ隊の兵隊長。念能力なし。
蚊型の蟻（雌型）。口癖は「蚊蚊蚊」。キルアと交戦して口と尻尾の隠し毒針で奇襲するも彼には毒が効かず、首をねじ折られ頭を破壊されて死亡した。
昆虫型
ザザン隊の戦闘兵。オケラに似た昆虫型の蟻。地中からポックル隊を奇襲してペクバ（声 - 坂熊孝彦）を殺害したが、ポックルの「赤の弓」で倒された。
ギョガン
声 - 坂熊孝彦
ザザン隊の戦闘兵。丸目で口の裂けた魚型の蟻。全身から無数の棘が出ている。人間狩りを楽しむ残虐な性格。
ジャイロ一派から奪った銃でポンズを銃殺・捕食した。後に流星街に侵攻し、幻影旅団のボノレノフに倒される。
ゴリラ型
声 - 不明
ザザン隊の戦闘兵。ゴリラ型の蟻。蜘蛛のような下半身を持ち、腕に当たる四本の前足で槍や棍棒などの武器を使う。幻影旅団のフィンクスに倒される。
ペル
ザザン隊の戦闘兵。巨体の甲虫型（コガネムシに似る）の蟻。硬い皮膚と切れ味の鋭い鎌足をもつ。実は仲間の小甲虫に操作されていた。幻影旅団のシャルナークに倒される。
クワガタ型
声 - 不明
ザザン隊の戦闘兵。長い顎を持つクワガタ型の蟻。尻尾から出た鋼鉄製のロープで攻撃する。幻影旅団のカルトに倒される。
ヘビ型
声 - 不明
メレオロン隊の戦闘兵。ヘビ型の蟻。上半身は人間型でサングラスをかけている。メレオロンがゴンの実力を確かめる為にけしかけた。ヘビの特性をそのまま受け継いでおり、ピット器官による熱探知が可能。奇襲の後、尻尾をバネにして高速で飛び回り、ゴンを捕らえて絞め殺そうとするも敗北、木に縛り付けられた。

レオル陸軍の兵隊蟻
声 - 不明
ハギャ（レオル）隊所属のゴミムシの部下、通称「レオル陸軍」の戦闘兵達。確認できるもので1匹はハサミムシ型、5匹はサル目の生物をモデルとする。東ゴルトーの森林地帯でキルアに襲い掛かるも倒された。うち2匹は「仕留めそこなった」とのことだが消息は不明。
サルの5匹は雑誌掲載時は全裸だったが、単行本では服を着たデザインとなっている。
イカルゴ・オロソ兄妹の部下達
声 - 不明
ハギャ（レオル）隊のイカルゴ・オロソ兄妹の部下の戦闘兵達。全員が水棲生物をモデルとし、東ゴルトーの地底湖に潜んでいた。血の臭いに反応して敵味方問わず捕食する性質から、水中に落ちたイカルゴの宿主や千切れた足を捕食した。 
サメ
声 - 山本正剛
ハギャ（レオル）隊の戦闘兵のうちの1匹。サメ型の蟻。水中からジャンプしてキルアに噛み付くも倒された。キルア曰く性格は「クズ」であり「殺りやすい」とのこと。
コバーン
声 - 鈴木琢磨
ハギャ（レオル）隊の戦闘兵のうちの1匹。足の付いたコバンザメ型の蟻。サメ型蟻の襲撃に乗じてキルアにオロソ妹のバッジを取り付けた。

タラゲッテ
声 - 不明
ウェルフィン隊の戦闘兵。顎から首にかけてチューブのようなものが付いた虫型の蟻。宮殿に潜入したノヴと鉢合わせになり、倒された後に死体を隠される。
マエノレ、インザギ
声 - 不明
ウェルフィン隊の戦闘兵。宮殿内の警備を担当。宮殿内に残されたタラゲッテの血痕と侵入者の靴に気付き、ウェルフィンに知らせた。突入当日にキルアと交戦するも瞬殺される。

### 雑務兵・階級不明
カニ型、魚型、コウモリ型
所属不明の雑務兵。人語を解さない。
女王が人間を捕食する以前の初期段階に生み出されたキメラ=アント。人間の特性は無いが二足歩行で移動する。クルトとレイナを捕まえて女王に献上した。
建築係（仮称）
尻から出る特殊液で蟻塚（コロニー）を築く蟻。
孵化係（仮称）
腹部を女王の産んだ卵と連結して天井からぶら下がり、孵化するまで育てる蟻。
ブタ型
声 - 大西健晴
所属不明の雑務兵。念能力はない。会話は可能。
コックの格好をしたブタ型の蟻。コロニー内の人間処理場で肉団子作りを担当していた。
ザザンの侍女
声 - 潘めぐみ
ザザン隊の雑務兵。会話は可能。
流星街を侵略したザザンに侍っていた2匹のキメラ=アント（雌型）。ザザンの身の周りの世話をしていた。片方は人魚のような姿をしており、もう片方は虫の触覚と球体関節をもつ。ザザン敗退後の消息は不明。
流星街の住民達
声 - 二又一成
ザザンに改造されてキメラ=アントとなった流星街の住民達。ザザンの死後も元には戻らなかった。幻影旅団に死を懇願するがフィンクスに叱咤され、彼らと戦って死亡した。
シドレ（レイナ）
声 - 村川梨衣
ハギャ（レオル）隊の雑務兵。
雌型のキメラ＝アントで、ヒナの付き人のような役目。言葉はわかるがほとんど喋らない。
生前はコルトの妹である「レイナ」。最初に女王に喰われた人間であった。
人間の頃の記憶を持っており、無口は元々の年齢が幼く、難しい話についていけない事が原因だった。戦いの後、ブロヴーダの助けを借りて帰郷し、母親と再会する。
実験兵士 第一号（パーム＝シベリア）

### その他の蟻
ジャイロ
NGLの設立者で影の首領。後にキメラ＝アントとなる。
生前は貧困労働者の生まれで、父親1人に育てられ、幼い頃から労働者として扱き使われ父親からも育児放棄と虐待を受けていたが、彼はその父を怖れると同時に盲信し、誇りとしていた。しかし、実際は父にとって、自分は生死さえもどうでもいい存在であるという事実を知り、その場にあったハンマーで父を殺害する。その後（12歳前後から9年後）、自然主義の団体NGLを設立し、9年後NGLは国家となりジャイロはその裏の首領となる。世界中に悪意をばら撒きたいとの考えからNGLの秘密工場で麻薬を造っていたが、キメラ＝アントのユンジュ隊に制圧され、死亡する。
その後、死体が女王に食われ、キメラ＝アントとして生まれ変わるも、非常に強靭な意志を持ち、蟻の中で唯一女王の命令は一切聞かずに自分の意志のみで行動していた。人間時の記憶も持ちあわせている。女王の死後は自身の計画をやり直すため旅立ち、ゴン達のいるNGL国境の街に偶然立ち寄るが、会う事もなくどこかに消えて行った。
生前仲間であり恩人であったウェルフィン（ザイカハル）からは非常に強く慕われており、メルエムを相手にしてもその忠誠心が揺らがなかった程である。彼によると「死ぬまで死ぬなよ」が口癖であったという。
カイト（レイナ）
声 - 佐武宇綺
死亡した女王の体内から発見されたキメラ=アントの子供（雌型）。当初は片手に収まる大きさしかない未熟児であったが、成長して人間の少女に似た姿になった。赤い髪にネズミのような尻尾がある。
女王の死後、コルトのもとで「レイナ」と名づけられ育てられる。コルトからは、彼の生前の記憶に従って（クルトの妹の）レイナと重ねて見られていた。メルエムの死亡後に人間の頃の記憶が戻り、カイトを自称、それに伴いカイトを思わせる大人びた態度や服装に変貌した。後にゴンやかつての仲間達と再会する。
一人称は「あたち」で、カイトとしてゴンと会話した時は「オレ」と言う。メルエムの双子であり、蟻・カイト・他生物に加えて、さらに他の人物（コアラ型の蟻に撃たれて死んだ少女）なども混ざった複合体のようである。
アニメ版ではカイトと区別して「カイトちゃん」とクレジットされている。